# Van's Aircraft RV-8
Le Van’s Aircraft RV-8 est un avion biplace en tandem de sport et de tourisme destiné à la construction amateur développé à partir du Van's Aircraft RV-4 auquel il a succédé.

## Origine et développement
Désireux de ne pas abandonner le concept du biplace en tandem, Richard vanGrusven présenta à Oshkosh en 1995, à l’occasion du rassemblement annuel de l’EAA, un nouveau biplace en tandem à train classique. Le prototype connut un véritable succès auprès des participants de la convention, confirmant un réel intérêt pour la formule. La commercialisation de l’appareil fut lancée en 1996, les premiers kits étant disponibles fin 1998, la version à train tricycle ayant effectué ses premiers vols en avril 1997.

## Caractéristiques de l'appareil
Si on retrouve sur cet appareil la ligne générale du RV-4, la voilure est élargie et le poste de pilotage redessiné, la principale préoccupation de Van's Aircraft ayant été de réaliser un avion capable de convenir à des utilisateurs de grande taille. Un pilote de 2 m de haut tient confortablement en place avant et un kit ‘grandes tailles’ est disponible pour les pilotes plus grands. De même la soute à bagages comporte deux compartiments, avant (0,45 m3) et arrière (0,69 m3) permettant l’emport de 120 kg tout en restant dans les limites de centrage autorisés. Certifié en catégorie acrobatique par la FAA à la masse maximale de 725 kg, cet appareil est donc aussi un excellent avion de voyage avec ses 162 litres de carburant. Le cockpit est coulissant vers l’arrière, l’arceau du pare-brise constituant une protection anti-crash et seul le poste avant dispose d’une instrumentation complète, le siège arrière pouvant être équipé d’un manche à balais, d’une commande de gaz et d’un palonnier. La motorisation est identique à celle du RV-7.

## Versions

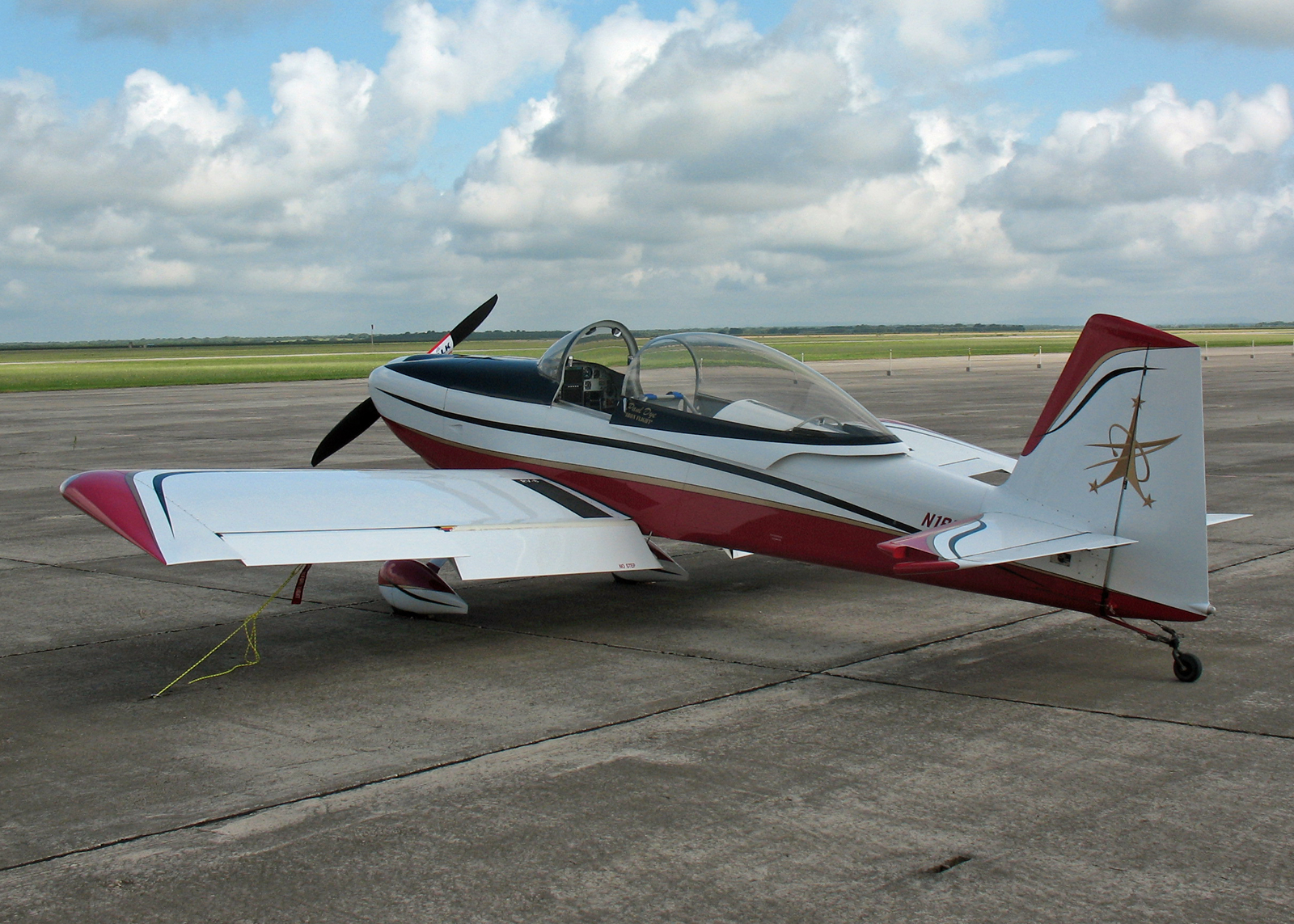
Avec son train classique le RV-8 possède des allures de chasseur

### Van's Aircraft RV-8
Train classique.

### Van's Aircraft RV-8A
Train tricycle.

## Production
939 RV-8/8A avaient pris l’air dans le monde au 12 février 2010 selon le site internet de Van’s Aircraft. 27 volaient en France, 4 autres étant en construction.

## Sources
1. 1 2 3 4  http://www.vansaircraft.com/public/rv-8int.htm
2. ↑  « vansaircraft.com/public/rvkitp… »(Archive.org • Wikiwix • Archive.is • Google • Que faire ?).
3. ↑  « vansaircraft.com/public/flight… »(Archive.org • Wikiwix • Archive.is • Google • Que faire ?).
4. ↑  « Combien de RV? », sur jccrv6.free.fr (consulté le 16 octobre 2021).